# The Fable of the Brash Drummer and the Nectarine
The Fable of the Brash Drummer and the Nectarine è un cortometraggio muto del 1914 diretto da George Ade, autore anche del soggetto.

## Produzione
Il film fu prodotto dalla Essanay Film Manufacturing Company.

## Distribuzione
Distribuito dalla General Film Company, il film - un cortometraggio di una bobina - uscì nelle sale cinematografiche USA il 17 giugno 1914.